# Élections législatives fidjiennes de mars 1977
Des élections législatives se tiennent aux Fidji du 19 mars au 2 avril 1977. Il s'agit de renouveler l'ensemble des cinquante-deux membres de la Chambre des représentants (la chambre basse du Parlement) à l'issue d'une législature de cinq ans. Ce sont les deuxièmes élections après l'indépendance du pays en 1970. Elles débouchent sur un parlement sans majorité qui engendre une crise constitutionnelle : le Gouverneur général Ratu George Cakobau fait un usage controversé de ses pouvoirs constitutionnels pour nommer Premier ministre le dirigeant du parti arrivé deuxième.

## Système électoral
Les Fidji en 1977 sont un royaume du Commonwealth, et donc une monarchie parlementaire dont les institutions s'appuient sur le système de Westminster. Avec néanmoins une particularité fidjienne : le système électoral fixe le nombre de députés attribués à chaque communauté ethnique. Il doit y avoir vingt-deux députés autochtones, dont douze élus uniquement par les citoyens autochtones, et dix par l'ensemble des citoyens. La même règle s'applique pour l'élection des vingt-deux députés indo-fidjiens, dont douze sont élus uniquement par les électeurs indo-fidjiens. Enfin, huit sièges sont alloués de manière générale aux citoyens appartenant à tout autre communauté ethnique : les « électeurs généraux ». Trois d'entre eux sont élus par les « électeurs généraux », et cinq par l'ensemble des citoyens. Chaque citoyen dispose ainsi de quatre voix : « une pour le vote à l'échelle de sa circonscription communautaire et trois voix pour élire les Représentants (fidjien, indien et « général ») élus sur le plan national ».

## Partis politiques
Les deux principaux partis politiques sont le Parti de l'Alliance, du Premier ministre sortant Ratu Sir Kamisese Mara, et le Parti de la fédération nationale (PFN), dont le dirigeant Siddiq Koya est le chef de l'opposition sortant. Si l'Alliance est un parti conservateur tandis que le PFN est davantage de gauche, l'Alliance représente avant tout la population autochtone, et le PFN la communauté indo-fidjienne. Par ailleurs, le Parti nationaliste fidjien est un nouveau parti d'extrême droite, fondé en 1975 par Sakeasi Butadroka. D'un racisme virulent, ce dernier appelle à ce que tous les citoyens d'origine indienne soient expulsés du pays, clamant pour objectif « les Fidji aux Fidjiens ».

## Résultats et suites
À la surprise générale, le Parti nationaliste séduit 24 % des électeurs autochtones, et divise ainsi profondément l'électorat indigène. Ceci a pour conséquence de priver l'Alliance de plusieurs sièges ; le Parti de la fédération nationale remporte vingt-six sièges sur cinquante-deux, soit tout juste un de moins que la majorité absolue, et deux de plus que l'Alliance. (Butadroka est le seul élu du Parti nationaliste, tandis que Ratu Osea Gavidi est le seul député élu sans étiquette.) Ce résultat « fait l'effet d'une bombe » ; le PFN est pris totalement de cours. Il est profondément divisé (son dirigeant, Siddiq Koya, n'est pas soutenu par l'ensemble du parti), et ne s'attendait aucunement à remporter l'élection. Il s'inquiète par ailleurs de savoir si la création d'un gouvernement dirigé par des 'Indiens' serait accepté par la population autochtone, dont un quart vient d'exprimer son rejet violent de leur présence même. Koya propose à Kamisese Mara un gouvernement de coalition, où Mara resterait Premier ministre ; ce dernier refuse, préférant devenir chef de l'opposition. Ratu Osea Gavidi, le seul député sans étiquette, accepte de soutenir un hypothétique gouvernement PFN, ce qui lui conférerait une majorité d'un siège au Parlement. Invité par le Gouverneur général Ratu George Cakobau à former un gouvernement, le PFN se divise sur la question de savoir qui doit devenir Premier ministre. Le parti s'accorde finalement à soutenir Siddiq Koya, qui se rend auprès du Gouverneur général le 7 avril (trois jours après la publication des résultats de l'élection) pour être intronisé. Ratu George Cakobau l'informe alors qu'il vient de prendre l'initiative de demander à Kamisese Mara de former un gouvernement minoritaire, et l'a nommé Premier ministre. Koya et le PFN protestent, en vain, contre cette ingérence politique de la part du Gouverneur général, censé être figure neutre ne disposant que de pouvoirs de réserve.
Au mois de juin, le Parti de la fédération nationale parvient à contraindre le gouvernement Mara à la démission, à travers une motion de censure au Parlement. La chute du gouvernement entraîne de nouvelles élections en septembre.
| Partis                    | Partis                           | Dirigeants                | Voix    | %    | Sièges | +/-           |  |
| ------------------------- | -------------------------------- | ------------------------- | ------- | ---- | ------ | ------------- |  |
|                           | Parti de la fédération nationale | Siddiq Koya               | 332 764 | 45,2 | 26     | 7             |  |
|                           | Parti de l'Alliance              | Kamisese Mara             | 338 523 | 46,0 | 24     | 9             |  |
|                           | Parti nationaliste fidjien       | Sakeasi Butadroka         | 39 238  | 5,3  | 1      | Nv.           |  |
|                           | Candidats indépendants           | Candidats indépendants    | 25 142  | 3,4  | 1      | 1             |  |
|                           |                                  |                           |         |      |        |               |  |
| Votes valides             | Votes valides                    | Votes valides             | 735 667 | 93,9 |        |               |  |
| Votes blancs et invalides | Votes blancs et invalides        | Votes blancs et invalides | 47 690  | 6,1  |        |               |  |
| Total                     | Total                            | Total                     | 783 357 | 100  | 52     | en stagnation |  |